# Паркдейл (Арканзас)
Паркдейл (англ. Parkdale, Arkansas) — город, расположенный в округе Ашли (штат Арканзас, США) с населением в 377 человек по статистическим данным переписи 2000 года.

## География
По данным Бюро переписи населения США город Паркдейл имеет общую площадь в 2,59 квадратных километров, водных ресурсов в черте населённого пункта не имеется.
Город Паркдейл расположен на высоте 36 метров над уровнем моря.

## Демография
По данным переписи населения 2000 года в Паркдейле проживало 377 человек, 100 семей, насчитывалось 141 домашнее хозяйство и 158 жилых домов. Средняя плотность населения составляла около 145 человек на один квадратный километр. Расовый состав Паркдейла по данным переписи распределился следующим образом: 29,44 % белых, 66,84 % — чёрных или афроамериканцев, 0,27 % — коренных американцев, 2,12 % — представителей смешанных рас, 1,33 % — других народностей. Испаноговорящие составили 2,65 % от всех жителей города.
Из 141 домашних хозяйств в 30,5 % — воспитывали детей в возрасте до 18 лет, 38,3 % представляли собой совместно проживающие супружеские пары, в 28,4 % семей женщины проживали без мужей, 28,4 % не имели семей. 25,5 % от общего числа семей на момент переписи жили самостоятельно, при этом 14,9 % составили одинокие пожилые люди в возрасте 65 лет и старше. Средний размер домашнего хозяйства составил 2,67 человек, а средний размер семьи — 3,17 человек.
Население города по возрастному диапазону по данным переписи 2000 года распределилось следующим образом: 29,4 % — жители младше 18 лет, 10,3 % — между 18 и 24 годами, 20,7 % — от 25 до 44 лет, 21,5 % — от 45 до 64 лет и 18,0 % — в возрасте 65 лет и старше. Средний возраст жителей составил 36 лет. На каждые 100 женщин в Паркдейле приходилось 88,5 мужчин, при этом на каждые сто женщин 18 лет и старше приходилось 78,5 мужчин также старше 18 лет.
Средний доход на одно домашнее хозяйство в городе составил 16 188 долларов США, а средний доход на одну семью — 16 875 долларов. При этом мужчины имели средний доход в 24 375 долларов США в год против 14 659 долларов среднегодового дохода у женщин. Доход на душу населения в городе составил 9050 долларов в год. 43,5 % от всего числа семей в округе и 49,9 % от всей численности населения находилось на момент переписи населения за чертой бедности, при этом 74,6 % из них были моложе 18 лет и 24,7 % — в возрасте 65 лет и старше.